# Економіка розвитку
Економіка розвитку — це галузь економіки, яка вивчає економічні аспекти процесу розвитку в країнах з низьким і середнім рівнем доходу. Економіка розвитку зосереджується не лише на методах сприяння економічному розвитку, економічному зростанню та структурним змінам, а й на покращенні потенціалу для маси населення, наприклад, через охорону здоров'я, освіту та умови праці через державні чи приватні канали.
Економіка розвитку передбачає створення теорій і методів, які допомагають у визначенні політичних міркувань та курс дій і можуть бути реалізовані як на внутрішньому, так і на міжнародному рівні. В цей процес може входити реструктуризація ринкових стимулів або використання математичних методів, таких як інтерчасова оптимізація для аналізу проєкту, або суміш кількісних і якісних методів. Загальні теми включають теорію зростання, бідність і нерівність, людський капітал та інституції.
На відміну від багатьох інших галузей економіки, підходи в економіці розвитку можуть включати соціальні та політичні фактори для розробки конкретних планів. Крім того, на відміну від багатьох інших галузей економіки, в економіці розвитку немає консенсусу щодо того, що повинні знати студенти. Різні підходи можуть враховувати чинники, які сприяють економічній конвергенції або її відсутності у домогосподарств, регіонів і країн.

## Теорії економіки розвитку

Світовий ВВП на душу населення, з 1400 по 2003 рік CE

Найдавнішою теорією економіки розвитку у західний цивілізації був меркантилізм, який розвинувся в 17 столітті, паралельно з розвитком національної держави. Попередні теорії приділяли мало уваги розвитку. Наприклад, схоластика, панівна школа думки під час середньовічного феодалізму, наголошувала на сумісність з християнською теологією та етикою, а не на розвиток. Саламанкська школа 16-го та 17-го століть, яку вважають найранішою сучасною школою економіки, також не розглядала розвиток конкретно.
Усі основні європейські країни 17-го та 18-го століть різною мірою прийняли ідеали меркантилізму, вплив яких зменшився лише з розвитком фізіократів у 18-му столітті у Франції та класичної економіки у Британії. Меркантилізм стверджував, що процвітання нації залежить від її запас капіталу, який являє собою державні злитки (золото, срібло та торгова вартість). Меркантилізм наголошував на те щоб підтримувати високий позитивний торговельний баланс (максимізувати експорт та мінімізувати імпорт) для накопичення цих злитків. Для того щоб досягти позитивний торговельний баланс, пропагувалися заходи, такі як тарифи та субсидії вітчизняній промисловості. Меркантилістська теорія розвитку також пропагувала колоніалізм.
Серед теоретиків, які найбільше асоціюються з меркантилізмом, є Філіпп фон Гернігк, який у своїй праці «Австрія понад усе, якщо вона тільки захоче» 1684 року дав єдиний вичерпний вислів теорії меркантилізму, наголошуючи на виробництві та економіці орієнтованій на експорт. У Франції меркантилістська політика найбільше асоціюється з міністром фінансів 17-го століття Жаном-Батістом Кольбером, політика якого виявилася впливовою на пізніший розвиток Америки.
Меркантилістські далі існують в теоріях економічного націоналізму та неомеркантилізму.

### Економічний націоналізм

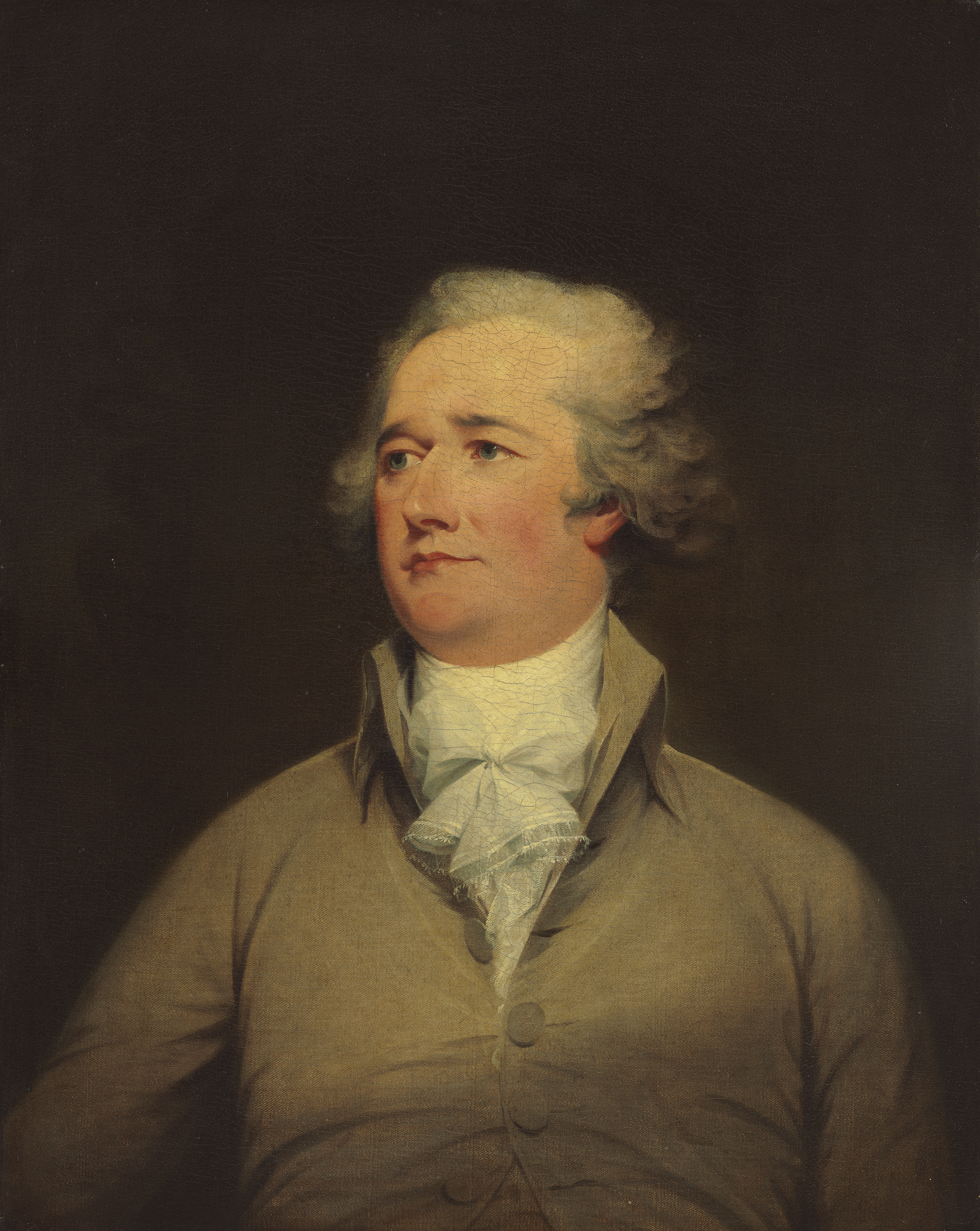
Олександр Гамільтон, якого вважають батьком національної системи

Слідом за меркантилізмом була теорія економічного націоналізму, оприлюднена в 19 столітті, пов'язана з розвитком та індустріалізацією Сполучених Штатів і Німеччини, зокрема в політиці Американської системи в Америці та Zollverein (митного союзу) в Німеччині. Значною відмінністю від меркантилізму було зняття акценту на колоніях на користь внутрішнього виробництва.
Імена, які найбільше асоціюються з економічним націоналізмом 19-го століття це перший міністр фінансів Сполучених Штатів Олександр Гамільтон, Фрідріх Ліст та американський економіст Генрі Клей. Доповідь Гамільтона про мануфактури 1791 року, його магнум опус, є основоположним текстом американської системи, і він спирався на меркантилістські економіки Великобританії за Єлизавети I та Франції за Кольбера. У 1841 році Фрідріх Ліст написав «Das Nationale System der Politischen Ökonomie» («Національна система політичної економії»), де він наголошував на етапах розвитку. Гамільтон стверджував, що розвиток індустріалізованої економіки неможливий без протекціонізму, тому що імпортні мита необхідні для захисту вітчизняних галузей промисловості, поки вони не досягнуть економії на масштабах. Такі теорії виявилися впливовими в Сполучених Штатах, де тарифи на промислову продукцію між 1824 роком і періодом Другої світової війни в середньому були набагато вищими, ніж у більшості інших країн в цей час. Націоналістична політика, включаючи протекціонізм, проводилася американським політиком Генрі Клеєм, а пізніше Авраам Лінкольн під впливом економіста Генрі Чарльза Кері.
Форми економічного націоналізму та неомеркантилізму також були ключовими у розвитку Японії в 19-му та 20-му століттях, а також у недавньому розвитку чотирьох азіатських тигрів (Гонконгу, Південної Кореї, Тайваню та Сінгапуру) і Китаю.

### Теорії після Другої світової війни
Витоки економіки розвитку часто простежують у потребі та ймовірних проблемах індустріалізації Східної Європи після Другої світової війни. Ключовими авторами є Пол Розенштейн-Родан, Курт Мандельбаум, Рагнар Нурксе, і сер Ганс Вольфганг Зінгер. Лише після війни економісти звернули увагу на Азію, Африку та Латинську Америку.

### Модель лінійних стадій зростанню
Рання теорія економіки розвитку — модель лінійних стадій зростання — була вперше сформульована В. В. Ростоу в 1950-х роках в праці «Стадії зростання: не-комуністичний маніфест». Ця теорія модифікує теорію стадій розвитку Маркса та зосереджується на прискореному накопиченні капіталу шляхом використання як внутрішніх, так і міжнародних заощаджень як засіб для стимулювання інвестицій, що в одночас сприяє економічному зростанню і, таким чином, розвитку. Модель лінійних стадій зростання передбачає, що існує серія з п'яти послідовних стадій розвитку, які всі країни повинні пройти в процесі розвитку. Цими стадіями є «традиційне суспільство, передумови для зльоту, зліт, прагнення до зрілості та епоха високого масового споживання» Прості версії моделі Гаррода–Домара забезпечують математичну ілюстрація аргументу про те, що покращення капіталовкладень веде до більшого економічного зростання.
Такі теорії критикують за те що вони не визнають, що хоча накопичення капіталу є необхідним, воно не є достатньою умовою розвитку. Тобто ця рання та спрощена теорія не змогла пояснити політичні, соціальні та інституційні перешкоди розвитку. Крім того, ця теорія була розроблена в перші роки холодної війни і в основному походить від успіхів плану Маршалла. Це призвело до серйозної критики, що ця теорія припускає те, що умови в країнах які в процесі розвитку, такі самі як і в Європі після Другої світової війни.

### Теорія структурних змін
Теорія структурних змін обговорює зміни економічних структур в країнах які в процесі розвитку. Метою цих змін є підтримати перехід із переважно підсобного господарства до «більш сучасної, більш урбанізованої та промислово різноманітнішої економіки виробництва та послуг». Існує дві основні форми теорії структурних змін. Перша це двосекторна модель надлишку В. Льюїса, яка розглядає аграрні суспільства як такі, що складаються з великої кількості надлишкової робочої сили, яку можна використати для стимулювання розвитку урбанізованого промислового сектора. Друга форма це підхід закономірностей розвитку Холліса Ченері, що стверджує те, що різні країни стають багатими за різними траєкторіями. Зразок, якому слідуватиме конкретна країна залежить від її розміру та ресурсів, а також від інших факторів як поточний рівень доходу та порівняльні переваги. Емпіричний аналіз у цій структурі вивчає «послідовний процес, за допомогою якого економічна, промислова та інституційна структура слаборозвиненої економіки трансформується з часом, щоб дозволити новим галузям промисловості замінити традиційне сільське господарство як двигун економічного зростання».
Підходи до економіки розвитку спрямовані на структурні зміни зазнають критики за їх акцент на розвитку міст за рахунок розвитку сільських районів, що може призвести до значного зростання нерівності між внутрішніми регіонами країни. Двосекторна модель надлишку, яка була розроблена в 1950-х роках, зазнала додаткової критики через її основне припущення, що переважно аграрні суспільства страждають від надлишку робочої сили. Фактичні емпіричні дослідження показали, що такі надлишки робочої сили є лише сезонними, і залучення такої робочої сили до міст може призвести до краху сільськогосподарського сектора. Підхід закономирностей розвитку критикують за відсутність теоретичної основи.

### Теорія міжнародної залежності
Теорії міжнародної залежності набули популярності в 1970-х роках як реакція на неспрможність попередніх теорій привести до широкого успіху в міжнародному розвитку. На відміну від попередніх теорій, теорії міжнародної залежності беруть свій початок у країнах, що розвиваються, і розглядають перешкоди розвитку як зовнішні, а не внутрішні чинники. Ці теорії розглядають країни, що розвиваються, як економічно та політично залежні від потужніших, розвинутих країн, які зацікавлені у збереженні свого домінуючого становища. Існує три різні основні формулювання теорії міжнародної залежності: теорія неоколоніальної залежності, модель хибної парадигми та модель дуалістичної залежності. Перше формулювання теорії міжнародної залежності — теорія неоколоніальної залежності — бере свій початок у марксизмі та розглядає нездатність багатьох недорозвинутих країн успішно пройти процес розвитку, як результат міжнародної капіталістичної системи.

### Неокласична теорія
Вперше набувши популярності у 1980-х роках з появою консервативних урядів у розвинених країнах, неокласичні теорії являють собою радикальний відхід від теорій міжнародної залежності. Неокласичні теорії стверджують, що уряди не повинні втручатися в економіку; іншими словами, ці теорії стверджують, що безперешкодний вільний ринок є найкращим засобом стимулювання швидкого та успішного розвитку. Конкурентні вільні ринки, не обмежені надмірним державним регулюванням, вважаються такими, що здатні природним чином забезпечити розподіл ресурсів з найбільшою можливою ефективністю та прискорити і стабілізувати економічне зростання.
У царині неокласичної теорії існує кілька різних підходів, кожен з яких має тонкі, але важливі відмінності у своїх поглядах щодо міри, до якої ринок слід залишити нерегульованим. Такими різними поглядами на неокласичну теорію є підхід вільного ринку, теорія суспільного вибору та дружній підхід до ринків. З усіх трьох, як підхід вільного ринку, так і теорія суспільного вибору стверджують, що ринок має бути повністю вільним, тобто будь-яке втручання уряду є поганим. Теорія суспільного вибору є більш радикальною. Її точка зору, яка тісно пов'язаною з лібертаріанством, стверджує що уряди самі по собі рідко бувають хорошими, і тому мають бути якомога меншими.
Дружній підхід до ринків є сучаснішою ідеєю і часто асоціюється зі Світовим банком. Цей підхід все ще підтримує вільні ринки, але визнає, що існує багато недосконалостей на ринках багатьох країн, що розвиваються, і тому стверджує, що певне державне втручання є ефективним засобом усунення таких недосконалостей.

### Географія та розвиток
Економісти Джеффрі Д. Сакс, Ендрю Меллінджер і Джон Геллап стверджують, що географічне розташування та рельєф країни є ключовими визначальними факторами та провісниками її економічного процвітання. Території, вздовж узбережжя та поблизу «судноплавних шляхів», набагато багатші та густонаселеніші, ніж ті, що розташовані далі вглиб країни. Крім того, країни за межами тропічної зони, які мають більш помірний клімат, також значно розвиненіші, ніж ті, що розташовані в межах тропіка Рака та тропіка Козерога. У цих кліматичних зонах за межами тропічних зон, які називаються «помірно-близькими», проживає приблизно чверть населення світу та виробляється більше половини світового ВНП, але на них припадає лише 8,4 % населеної території світу. Розуміння цих різних географічних і кліматичних умов є обов'язковим, стверджують ці економісти, оскільки майбутні політичні та гумунітарні програми мають враховувати ці відмінності.

### Економічний розвиток і етнос
З самого кінця 20-го століття серед економістів розвитку з'явилося все більше досліджень, які зосереджуються на взаємодії між етнічною різноманітністю та економічним розвитком, особливо на рівні національної держави. Хоча більшість досліджень розглядає емпіричну економіку як на макро-, так і на мікрорівні, ця галузь дослідження має особливо серйозний соціологічний підхід. Більш консервативна галузь досліджень зосереджена на перевірці причинно-наслідкових зв'язків між різними рівнями етнічної різноманітності та економічними показниками. Менша й радикальніша галузь доводить аргументи на користь ролі неоліберальної економіки у посиленні або спричиненні етнічного конфлікту. Більше того, порівняння цих двох теоретичних підходів ставить питання ендогенності.

#### Роль етносу в економічному розвитку
Багато дискусій серед дослідників зосереджено навколо визначення та вимірювання двох ключових, але пов'язаних змінних: етнічність та різноманітність. Обговорюється, чи слід визначати етнічну приналежність культурою, мовою чи релігією. У той час як конфлікти в Руанді здебільшого відбувалися за племінною ознакою, низка конфліктів у Нігерії вважається — принаймні певною мірою — релігійною. Деякі припускають, що, оскільки помітність цих різних етнічних змінних має тенденцію змінюватися з часом і в різних географічних регіонах, методології дослідження повинні змінюватися відповідно до контексту. Сомалі є цікавим прикладом. Через те, що близько 85 % її населення вважали себе сомалійцями, Сомалі вважалося досить етнічно однорідною нацією. Однак громадянська війна спричинила перевизначення етнічності (або етнічної приналежності) відповідно до кланових груп.

#### Економічний розвиток та його вплив на етнічні конфлікти
Дедалі частіше звертається увага на роль економіки в породженні або культивуванні етнічного конфлікту. Критики попередніх теорій розвитку зазначають, що «етнічність» і етнічний конфлікт не можна розглядати як екзогенні змінні. Існує маса літератури, в якій обговорюється, як економічне зростання та розвиток, особливо в контексті глобалізаційного світу, що характеризується вільною торгівлею, веде до зникнення та гомогенізації мов. Мануель Кастельс стверджує, що «широко поширена деструктуризація організацій, делегітимація інституцій, зникнення основних соціальних рухів і ефемерні прояви культури», які характеризують глобалізацію, призводять до відновлення пошуку сенсу; такий, який базується на ідентичності, а не на практиках. Барбер і Льюїс стверджують, що культурно засновані рухи опору виникли як реакція на загрозу модернізації (уявну чи фактичну) і неоліберального розвитку.
З іншого боку, Чуа припускає, що етнічні конфлікти часто є результатом заздрості більшості до заможної меншості, яка отримала вигоду від торгівлі в неоліберальному світі. Вона стверджує, що конфлікт, швидше за все, спалахне через політичні маніпуляції та паплюження меншості. Праш зазначає, що оскільки економічне зростання часто відбувається в тандемі зі збільшенням нерівності, етнічні чи релігійні організації можуть розглядатися як допомога та вихід для знедолених. Однак емпіричне дослідження Піацца стверджує, що економіка та нерівний розвиток мають мало спільного з соціальними заворушеннями у формі тероризму. Навпаки, «більш різноманітні суспільства, з точки зору етнічної та релігійної демографії, а також політичні системи з великими, складними, багатопартійними системами були більш схильні до тероризму, ніж більш однорідні держави з невеликою кількістю партій на національному рівні».

## Суперечка щодо показників зростання
Валовий внутрішній продукт на душу населення (ВВП на душу населення) використовується багатьма економістами розвитку як показник загального національного добробуту. Однак ці мірки піддаються критиці за те, що вони недостатньо добре вимірюють економічне зростання, особливо в країнах, де існує значна економічна діяльність, яка не є частиною вимірюваних фінансових операцій (наприклад, ведення домашнього господарства та самобудівництво), або де немає фінансування для точних вимірювань.
Новітніші теорії «людського розвитку» почали виходити за межі суто фінансових показників. Наприклад: доступність медичного обслуговування, освіта, рівність і політична свобода. Одним із використаних показників є індикатор справжнього прогресу, який тісно пов'язаний з теоріями справедливості розподілу. Справжні причини зростання здебільшого недоведені; однак досягнення в економетриці та точніші вимірювання в багатьох країнах допомагають компенсувати цю недостатість.

## Виноски
1. ↑  Bell, Clive (1987). "development economics, " The New Palgrave: A Dictionary of Economics, v. 1, pp. 818, 825.
2. ↑  Arndt, H. W. (1981). "Economic Development: A Semantic History, " Economic Development and Cultural Change, 29(3), p pp. 457–66. Chicago: The Chicago University Press.
3. ↑  Bell, Clive (1987). "development economics, " The New Palgrave: A Dictionary of Economics, v. 1, p. 825.
4. ↑  McKenzie, David; Paffhausen, Anna Luisa (2017). What Is Considered Development Economics? Commonalities and Differences in University Courses around the Developing World. The World Bank Economic Review. 31 (3): 595—610. ISSN 0258-6770. {{cite journal}}: |hdl-access= вимагає |hdl= (довідка)[недоступне посилання]
5. 1 2 3 4 5 6 7 8 9 10  Todaro, Michael and Stephen Smith. Economic Development. 9th ed. Addison-Wesley series in economics, 2006.
6. ↑  Meier, Gerald M. and James E. Rauch. Leading Issues in Economic Development. 8th ed. Oxford University Press, 2005.
7. ↑  Ray, Debraj (2008). «development economics». The New Palgrave Dictionary of Economics, 2nd Edition. Abstract.
8. ↑  Ekelund, Robert B., Jr.; Hébert, Robert F. (1997). A History of Economic Theory and Method (вид. 4th). Waveland Press [Long Grove, Illinois]. с. 40—41. ISBN 978-1-57766-381-2.
9. ↑  Paul Bairoch, "Economics and World History: Myths and Paradoxes, " (1995: University of Chicago Press, Chicago) p. 33.
10. ↑  Paul Bairoch, "Economics and World History: Myths and Paradoxes, " (1995: University of Chicago Press, Chicago) p. 40.
11. ↑  Meier, G.M. and Seers, D. (Eds) (1984). Pioneers in Development. New York: Oxford University Press for the World Bank. Review extract.
12. ↑  Rosenstein-Rodan, P. «Problems of Industrialization in Eastern and South Eastern Europe.» Economic Journal 53 (1943).
13. ↑  Mandelbaum (Martin), K. (1945). The Industrialisation of Backward Areas. Oxford: Basil Blackwell. Second Edition, (1955).
14. ↑  Nurkse, Ragnar (1953) Problems of Capital Formation in Underdeveloped Countries, Oxford: Basil Blackwell.
15. ↑  Rostow, W.W. «The Five Stages of Growth». Development and Underdevelopment: The Political Economy of Global Inequality. 3rd ed. pp. 123–31. Eds. Seligson, Mitchell and John Passe-Smith. Boulder, CO: Lynne Rienner Publishers, 2003.
16. ↑  Chenery, H.B. (1960). "Patterns of Industrial Growth, " The American Economic Review, 50(4), pp. 624–54. American Economic Association.
17. ↑  Chenery, H.B. and Taylor, L. (1968). "Development Patterns: Among Countries and Over Time, " The Review of Economics and Statistics, 50(4), pp. 391—416. Cambridge: MIT Press.
18. 1 2  Sachs, Jeffrey D.; Mellinger, Andrew; Gallup, John L. (2008). Chari, Sharad, Corbridge, Stuart (ред.). The Geography of Poverty and Wealth. Т. 284. London; New York: Routledge. с. 9—13. doi:10.1038/scientificamerican0301-70. ISBN 9780415415057. PMID 11234509. {{cite book}}: Проігноровано |journal= (довідка)
19. ↑  Salawu, B (2010). Ethno-Religious Conflicts in Nigeria: Casual Analysis and Proposal for New Management Strategies (PDF). European Journal of Social Sciences. 13 (3): 345—53.
20. 1 2 3  Alesina, Alberto; La Ferrara, Eliana (2005). Ethnic Diversity and Economic Performance (PDF). Journal of Economic Literature. 43 (3): 762—800. doi:10.1257/002205105774431243.
21. 1 2 3 4  Prasch, Robert E. «Neoliberalism and Ethnic Conflict». Review of Radical Political Economics 44.3 (2012): 298—304. Web. Retrieved February 1, 2013.
22. ↑  De Grauwe, Paul. «Language Diversity and Economic Development». University of Leuven (January 2006). Working Paper. Web. Retrieved February 1, 2013.
23. ↑  Castells, Manuel. «The Rise of the Network Society». The Information Age: Economy, Society and Culture. Vol. 1. Malden: Blackwell Publishers Inc., 1996. Print.
24. ↑  Lewis, Bernard. «The Roots of Muslim Rage». Atlantic Magazine (September 1990). Web. Retrieved February 11, 2013.
25. ↑  Barber, Benjamin R. «Jihad vs. McWorld». Atlantic Magazine (March 1992). Web. Retrieved February 11, 2013.
26. 1 2  Piazza, James A (2006). Rooted in Poverty?: Terrorism, Poor Economic Development, and Social Cleavages. Terrorism and Political Violence. 18 (1): 159—77. doi:10.1080/095465590944578.